# Trypanidius proximus
Trypanidius proximus är en skalbaggsart som beskrevs av Julius Melzer 1931. Trypanidius proximus ingår i släktet Trypanidius och familjen långhorningar.
Artens utbredningsområde är:
- Paraguay.
- Uruguay.

Inga underarter finns listade i Catalogue of Life.